# Rödbrun vridvinge
Rödbrun vridvinge (Cnipodectes superrufus) är en nyligen beskriven fågelart i familjen tyranner inom ordningen tättingar.

## Utseende
Rödbrun vridvinge är liksom sin nära släkting brun vridvinge en relativt stor tyrann med bred och platt näbb omgiven av väl utvecklade borst. Fjäderdräkten är relativt lös och tovig. Tertialerna är breda och tvärt avskurna med ljusa inner- och ytterkanter. Tre av handpennorna är vridna (därav namnet) med avvikande struktur på undersidan och en förhöjd rygg utmed innerfanet. Jämfört med brun vridvinge är superrufus mer mättat roströd i fjäderdräkten, större och har proportionellt smalare näbb.

## Utbredning och systematik
Fågeln förekommer i sydvästra Amazonområdet i sydöstra Peru, sydvästra Brasilien och nordvästra Bolivia. Den behandlas som monotypisk, det vill säga att den inte delas in i några underarter.

### Familjetillhörighet
Arten placeras traditionellt i familjen tyranner. DNA-studier visar dock att Tyrannidae består av fem klader som skildes åt redan under oligocen, pekar på att de skildes åt redan under oligocen, varför vissa auktoriteter behandlar dem som egna familjer. Rödbrun vridvinge med släktingar placeras då i Pipromorphidae.

## Status
Trots att arten är vida spridd är beståndet litet och fragmenterat. Den tros också minska i antal till följd av omvandling av dess levnadsmiljö. IUCN kategoriserar den som sårbar (VU). Världspopulationen uppskattas till mellan 2 500 och 10 000 vuxna individer.